# Spectra Fashions
Spectra Fashions (later Logan Designs, Spectra Couture en uiteindelijk "M" Fashion's) is een fictief modehuis in de soapserie The Bold and the Beautiful en is gelegen aan de 380 South Wyler Street in Los Angeles.
Spectra is de rivaal van Forrester Creations, maar levert niet dezelfde kwaliteit en heeft in het verleden al vaker de collecties van Forrester gestolen en gekopieerd. Het bedrijf werd opgericht door Sally Spectra. 
In de beginjaren werd Sally bijgestaan door haar dochter Macy Alexander en haar trouwe werknemers Darla en Saul. Clarke Garrison wisselde een paar keer van werk tussen Forrester en Spectra, maar bracht het gros van zijn carrière bij Spectra door.
In 2005 ging het bedrijf failliet nadat Thomas Forrester een modeduel verloor tegen zijn vader Ridge Forrester, zodat hij zou scheiden van Gaby Moreno. 

## "M" Fashions
In 2007 bleek dat Sally, die intussen naar St.-Tropez verhuisd is, het bedrijfspand verkocht had en dat de nieuwe eigenaars ook failliet gegaan zijn, waardoor Sally opnieuw eigenaar werd. Zij verkocht het pand aan Jackie Payne die het omtoverde in "M" Fashions.

## Huidige werknemers
- Jacqueline Payne (CEO)
- Nick Marone  (stille vennoot)
- Clarke Garrison  (ontwerper)

## Voormalige werknemers
- Sally Spectra  (oprichter CEO)
- Brooke Logan  (CEO)
- Ridge Forrester (ontwerper; eigenaar en CEO bij Logan Designs)
- Thorne Forrester  (ontwerper, directeur)
- Darla Einstein  (receptioniste)
- Felicia Forrester (ontwerper)
- Thomas Forrester  (ontwerper)
- Grant Chambers (ontwerper)
- Jasmine Malone (ontwerper)
- Saul Feinberg  (kleermaker)
- Lauren Fenmore (ontwerper)
- Amber Moore  (ontwerper)
- Anthony Armando  (ontwerper)
- Antonio Dominguez (ontwerper)
- Sofia Alonso (model)